# Llop solitari
Els llops solitaris són individus terroristes que no pertanyen ni tenen el suport d'una organització terrorista.

## Definició
El supremacista blanc Alex Curtis popularitzà el terme i l'activitat entre els seus companys d'ideologia durant la dècada de 1990. Així, animava a actuar en solitari perquè no s'incriminara als altres.

## Història
Durant la història del terrorisme aquesta manera de planificar i exercir el terrorisme ha tingut lloc.
Així els primers casos es localitzen a la fi del segle xix i principis del segle XX per part de terroristes anarquistes. Mentre que s'ha produït un reviscolament des de la dècada del 1990.

### Estats Units d'Amèrica
Durant la dècada del 1990 hi hagué una important onada de terrorisme supremacista blanc, impulsat per la teoria d'Alex Curtis, el qual creà i popularitzà el terme de llop solitari.

### Europa
Un informe de la Royal United Services Institute trobà que el terrorisme de l'extrema dreta a Europa baix la forma organitzativa de llops solitaris va causar 94 morts i 260 ferits entre els anys 2000 i 2014, mentre que els atacs de llop solitaris gihadistes han mort 16 persones i n'han ferit 65. La difusió pels mitjans de comunicació (i per tant de l'atenció del públic) del terrorisme islamista és exagerat amb relació a la realitat de les dades.